# 암루머 슈트라세역
암루머 슈트라세역(U-Bahnhof Amrumer Straße)은 베를린 미테구 베딩에 있는 U9의 역이다. 1961년 8월 28일에 개통했다.
섬식 승강장의 양쪽 끝으로 대합실을 거쳐서 출입구가 설치되어 있다. 역 설계 당시에는 아우토반 103호선의 계획이 이 일대를 통과할 계획이었기 때문에 역 승강장 북쪽은 천장이 솟아 있지만 역 승강장 남쪽은 천장이 평평하다. 중앙부 기둥은 회갈색 모자이크로 마감되었다. 역사 외벽은 어두운 파란색으로 칠해져 있으며 밝은 녹색의 대형 유리판으로 마감되어 있다. 각각 유리판은 작은 유리판 80개가 접합된 형태이다.
역세권에는 샤리테의 피르호 병원 캠퍼스(Campus Virchow-Klinikum), 베를린 브란덴부르크 용접연구소(Schweißtechnische Lehr- und Versuchsanstalt), 베를린 보이트 기술대학교, 베를린 이민청(Landesamt für Einwanderung) 사무소가 있다.

## 인접 철도역
베를린 버스 142, 221번과 환승할 수 있다.
| 베를린 지하철 9호선                   | 베를린 지하철 9호선 | 베를린 지하철 9호선                   |
| ------------------------------------- | ------------------- | ------------------------------------- |
| 베스트하펜 라트하우스 슈테글리츠 방면 | U9                  | 레오폴트플라츠 오슬로어 슈트라세 방면 |